# Godescalc
Godescalc (en llatí Godescalcus, Gotteschalchus, originàriament Gottshalk) va ser un teòleg germànic que va néixer prop de Magúncia. Des de molt petit els seus pares el van dedicar (oblatus) a la vida monàstica. El seu pare era un noble saxó.

## Biografia
Es va formar a l'Abadia de Fulda, que llavors dirigia l'abat Raban Maur, on es va fer amic de Walafrid Estrabó i Lupus Servatus. Quan va ser major d'edat va demanar que l'alliberessin dels seus vots, amb el pretext de què els havia pres obligat pel seu abat. L'any 829, al sínode de Magúncia, va obtenir la seva llibertat i es va retirar a l'Abadia de Corbie on va conèixer Ratramnus, un teòleg de la cort Carolíngia conegut pels seus escrits sobre la predestinació. D'allà va anar al Monestir d'Orbais, on va estudiar intensament l'obra d'Agustí d'Hipona, i a partir de les seves obres es va convertir en un fervent defensor de la predestinació absoluta, més enllà del que deia el seu mestre, defensant la predestinació a la salvació i la predestinació a la condemnació. Agustí defensava la doctrina de l'elecció.

### Proclamació doctrinària
Entre els anys 835 i 840 Godescalc va ser ordenat sacerdot sense coneixement del seu bisbe. Abans del 840 va marxar a Itàlia on va predicar les seves doctrines sobre la predestinació, i on es va relacionar amb Notingo (Notting), bisbe de Verona, i amb Eberard de Friül. Raban Maur va aconseguir que fos expulsat d'Itàlia per les seves prèdiques, amb unes cartes dirigides a Notingo i a Eberard, i Godescalc va marxar cap a Dalmàcia, Pannònia i el Nòric, mentre continuava predicant i escrivint. L'octubre de 848 va tornar a Magúncia on va presentar una professió de fe i una refutació de les idees que Raban Maur havia expressat a la seva carta al bisbe de Verona, però el sínode el va condemnar per heretgia, el van apallissar i el van obligar a jurar que mai més entraria en els territoris del rei Lluís el Germànic. El van posar sota el domini d'Hincmar, arquebisbe de Reims, que el va enviar de nou al Monestir d'Orbais.
L'any següent, en un concili provincial a Quierzy, que va presidir Carles el Calb, va voler justificar novament les seves idees, i novament va ser condemnat per heretge i pertorbador de la pau pública. Va ser desposseït del sacerdoci, assotat i obligat a cremar les seves professions de fe. El van enviar confinat al Monestir d'Hautvillers. Hincmar de Reims va intentar que es retractés, però Godescalc va seguir defensant la seva doctrina, i va escriure als seus amics i als teòlegs més eminents de la cort Carolíngia. Es va produir una gran discussió teològica. Prudenci, bisbe de Troyes, Lupus Servatus i altres teòlegs van escriure a favor de Godescalc. Hincmar va escriure De praedestinatione Dei et libero arbitrio contra les seves opinions, i no va obtenir gaire ajuda de Joan Escot Eriúgena a qui havia cridat com a autoritat.
La qüestió es va discutir als consells de Quierzy (853), de Valence (855) i de Savonnières (859). Alguns amics de Godescalc van recórrer al papa, sense èxit. Finalment el Papa Nicolau I es va interessar pel cas i va cridar Hincmar al concili de Metz l'any 863. Hincmar no s'hi va presentar però va dir que Godescalc podia anar a defensar-se davant del papa. No hi va haver cap decisió definitiva, i més tard, quan Godescalc va caure malalt, li va prohibir els sagraments i l'enterrament en terreny sagrat si no es retractava. Godescalc s'hi va negar.

### Mort
Va morir el 30 d'octubre entre l'any 866 i 870. Es conserven fragments dels seus escrits entre les obres dels autors amb els que va mantenir correspondència. Theodor Mommsen va publicar dues de les seves professions de fe a la Patrologia Latina.